# كورت رودلف فيشر
كورت رودلف فيشر (بالإنجليزيَّة: Kurt Rudolf Fischer؛ بالألمانيَّة: Kurt Rudolf Fischer) هو فيلسوف أمريكي ونمساوي، ولد في 1922 في فيينا في النمسا، وتوفي في 22 مارس 2014 في لانكستر في الولايات المتحدة.